# Polyrhachis ornata
Polyrhachis ornata är en myrart som beskrevs av Mayr 1876. Polyrhachis ornata ingår i släktet Polyrhachis och familjen myror. Inga underarter finns listade i Catalogue of Life.